# Efectul Streisand

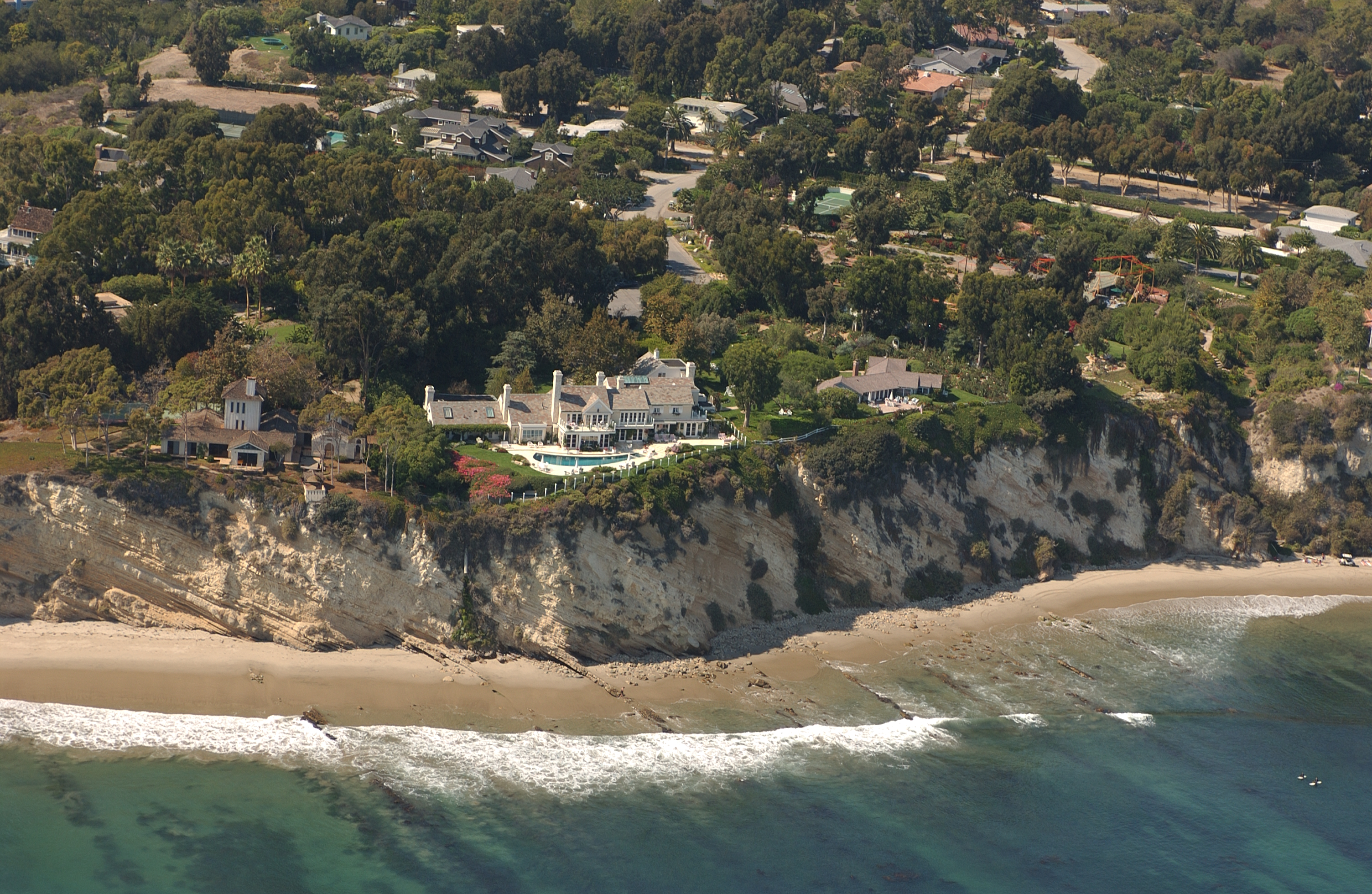
Poza cu casa din Malibu a lui Streisand care a dus la denumirea efectului

Efectul Streisand este un fenomen prin care tentativa de ascundere, ștergere sau cenzurare a unei informații duce neașteptat la publicarea pe scară largă a informației, facilitată de obicei de Internet.
Este denumit după actrița și cântăreața americană Barbra Streisand, a cărei tentativă din 2003 de a cenzura fotografii ale casei sale din Malibu, California, a dus în mod neașteptat la publicarea lor pe scară largă. Tentative similare, de exemplu, de interzicere a unor activități și de cenzurare a unor numere⁠(en)[traduceți], fișiere sau site-uri web. În loc ca acestea să fie cenzurate, informațiile atrag atenția publică și sunt reproduse și larg răspândite pe internet și pe rețele de partajare a fișierelor.

## Originea termenului
Mike Masnick⁠(en)[traduceți] de pe blogul Techdirt⁠(en)[traduceți] a inventat termenul după ce Streisand a încercat fără succes să trimită în judecată pe fotograful Kenneth Adelman și saitul Pictopia.com pentru violarea intimității. Prin despăgubirile cerute de 50 milioane USD s-a dorit eliminarea unei fotografii aeriene a vilei actriței dintr-o colecție publică de 12 mii de fotografii ale coastei californiene. Adelman a fotografiat proprietatea cu ieșire la mare pentru a documenta eroziunea de coastă⁠(en)[traduceți], ca parte a unui proiect de catalogare a coastelor californiene intenționat pentru stabilirea de politici guvernamentale în această privință. Înainte ca Streisand să lanseze procesul, imaginea numită „Image 3850” fusese descărcată de pe site-ul lui Adelman doar de șase ori, două dintre acestea fiind ale avocaților lui Streisand. Cazul a atras atenția publică și mai mult de 420 de milioane de oameni au vizitat site-ul în luna următoare.

## În politică
În noiembrie 2007, Tunisia a blocat accesul la YouTube și Dailymotion după ce acolo au fost postate materiale despre deținuți politici tunisieni. Activiști și susținătorii lor au început o campanie de postare de linkuri pe tema libertăților civile⁠(en)[traduceți] pe Google Earth către locația geografică a palatului președintelui de la acea vreme - Zine el-Abidine Ben Ali. Ziarul The Economist a raportat că acest eveniment „a transformat un subiect obscur de încălcare a drepturilor omului într-o campanie globală”.
Agenția franceză de informații DCRI⁠(en)[traduceți] a șters articolul de pe Wikipedia în limba franceză despre o stație radio militară de la Pierre-sur-Haute, fapt ce a rezultat ca acea pagină să devină cea mai vizitată de pe Wikipedia în franceză.
Un proces de calomnie din 2013 pornit de Theodore Katsanevas (membru al parlamentului grec) împotriva unui editor al Wikipediei în limba greacă a rezultat în atragerea atenției jurnaliștilor de către membrii proiectului.

## Companii
În aprilie 2007, un grup de companii care foloseau criptosistemul AACS⁠(en)[traduceți] (AACS) au trimis scrisori de amenințare cu trimiterea în judecată prin care au cerut cenzurarea unor numere (chei criptografice) afișate pe o serie de saituri intens traficate, inclusiv Digg. Aceasta a dus la proliferarea pe scară largă a valorilor numerice pe alte saituri și camere de chat, în diverse formate încât un comentator a descris numărul drept „cel mai faimos de pe internet”. În decurs de o lună, numărul a fost distribuit pe un număr de peste 280 de mii de pagini, a fost tipărit pe tricouri și folosit în tatuaje și a apărut într-un videoclip pe YouTube vizionat de peste 45 de mii de ori.
În septembrie 2009, o companie multinațională de produse petroliere - Trafigura - a obținut drept legal de interzicere contra ziarului The Guardian pentru a interzice raportarea unei investigații interne Trafigura asupra scandalului de deversări de deșeuri toxice în Coasta de Fildeș din 2006, interzicere care includea și raportarea sub orice formă a interzicerii. Folosind imunitatea parlamentară, parlamentarul laburist Paul Farrelly a făcut referire la decizia de interzicere într-o întrebare adresată în Parlament, iar pe 12 octombrie 2009 The Guardian au raportat că au primit o interdicție de a raporta despre întrebarea pusă în parlament, ceea ce constituia o încălcare a Declarației drepturilor din 1688. Bloggerul Richard Wilson a identificat în mod corect că întrebarea se referea la scandalul deversărilor ale Trafigura, după care ziarul The Spectator a sugerat același lucru. În scurt timp, Transfigra a început să urce în popularitate pe Twitter, „ajutată” de actorul și umoristul Stephen Fry, care a publicat povestea pentru urmăritorii săi. Utilizatorii Twitter au descoperit în scurt timp toate detaliile cazului și pe 16 octombrie decizia de interzicere a fost ridicată și a fost publicat un raport pe această temă.
În noiembrie 2012, Casey Movers, o companie de mutări din Boston, Massachusetts a amenințat o femeie cu procesul pentru calomnie, urmare a unei recenzii nesatisfăcătoare pe serviciul web Yelp de recenzie a companiilor care furnizează servicii. Soțul femeii a scris o postare pe blog despre situație, fapt ce a fost preluat de blogurile populare Techdirt⁠(en)[traduceți] și Consumerist⁠(en)[traduceți], precum și de comunitatea Reddit. Până la sfârșitul săptămânii, compania a fost inspectată de Protecția Consumatorului⁠(en)[traduceți], care i-a anulat acreditarea.
În decembrie, utilizatorul YouTube ghostlyrich a încărcat o dovadă video a faptului că bateria telefonului său Samsung Galaxy S4 a luat foc în mod spontan. Samsung ceruse o dovadă a faptului că bateria a luat foc înainte de a onora garanția. După ce Samsung au aflat despre videoclip, au adăugat condiții suplimentare la oferirea garanției, printre care ștergerea videoclipului de pe Youtube, promisiunea de a nu mai încărca materiale similare, absolvirea în mod oficial a companiei de orice răspundere legală, renunțarea la dreptul de a intenta un proces și de a dezvălui public termenii înțelegerii. Samsung a mai cerut ca un martor să co-semneze propunerea. Atunci când ghostlyrich a împărtășit termenii propunerii pe internet, videoclipul original a atras peste 1,2 milioane de vizualizări într-o săptămână.
În august 2014 a fost raportat faptul că o casă de festivități din Hudson, New York, avea politica prin care cei ce închiriau amplasamentul se angajau să plătească o amendă de 500 USD (deductibilă din garanția depusă) pentru orice recenzie negativă postată pe un sait de internet de către oricare dintre participanții la evenimente organizate în incintă. Politica a fost folosită pentru a cenzura o recenzie negativă pe Yelp. Acest fapt a dus la postarea de mii de recenzii negative pe Yelp și pe alte saituri.

## Alte organizații
În ianuarie 2008, Biserica Scientologică a încercat fără succes să cenzureze un videoclip cu Tom Cruise care vorbea despre scientologie, fapt ce a rezultat în crearea proiectului Chanology⁠(en)[traduceți] de comunitatea Anonymous.
Pe 5 decembrie 2008, fundația Internet Watch (IWF) a adăugat un articol de pe Wikipedia în engleză despre albumul din 1976 al formației Scorpions - Virgin Killer - pe o listă neagră de pornografie infantilă, considerând că imaginea artistică de pe coperta albumului conține „o posibilă imagine ilegală și indecentă a unei persoane minore⁠(en)[traduceți]”. Articolul a devenit rapid unul din cele mai populare de pe sait, iar publicitatea generată de cenzurare a dus la răspândirea imaginii pe alte saituri. IWF au declarat ulterior pentru saitul BBC News că „principiul fundamental al IWF este minimizarea disponibilității de imagini indecente cu copii pe internet, dar în acest caz se pare că a avut un efect opus”. Acest efect a fost notat și într-o declarație IWF cu privire la eliminarea acelui URL de pe lista neagră.
La 2 iunie 2012, consiliul provinciei scoțiene - Argyll and Bute - au interzis unui elev de nouă ani de școală primară să-și actualizeze blogul său, intitulat NeverSeconds, cu poze ale meselor servite la cantina școlii. Blogul, care era deja popular, a început să primească un număr imens de vizitatori, urmare al impactului internațional al interzicerii. În doar câteva zile, consiliul a ridicat interzicerea, sub presiunea publicului. După acest eveniment, blogul respectiv a devenit mai popular decât fusese anterior.

## Indivizi
În luna mai, 2011, fotbalistul Premier League Ryan Giggs a trimis în judecată Twitter după ce un utilizator a dezvăluit pe Twitter că a fost supus unei interziceri legale care nu-i permitea să publice detalii cu privire la o presupusă aventură amoroasă a lui Giggs cu fotomodela și fostă concurentă Big Brother, Imogen Thomas⁠(en)[traduceți]. Un blogger de pe saitul Forbes a observat că presa britanică, aflată sub interdicția legală de a raporta evenimentul, îl ironizau pe Giggs despre faptul că nu știa despre efect. The Guardian a publicat un grafic despre poveste, cu numărul referințelor de pe internet ale de-a lungul timpului, fără să-i dezvăluie numele, care indica o creștere fulminantă din momentul în care jucătorul a lansat acțiunea în justiție.
Efectul Streisand a fost comentat și în legătură cu dreptul de a fi uitat⁠(en)[traduceți], de vreme ce persoanele care încearcă eliminarea pe cale juridică a informațiilor despre ei de pe internet riscă să devină subiect al știrilor.